# Ternstroemia cernua
Ternstroemia cernua är en tvåhjärtbladig växtart som beskrevs av August Heinrich Rudolf Grisebach. Ternstroemia cernua ingår i släktet Ternstroemia och familjen Pentaphylacaceae. Inga underarter finns listade i Catalogue of Life.